# 海南杆䗛猎蝽
海南杆䗛猎蝽（学名：Ischnobaenella hainana），一种分布于中国海南岛的昆虫，是猎蝽科蚊猎蝽亚科杆䗛猎蝽属的一种。本种是中国昆虫学家萧采瑜于1965年描述发表，模式产地为海南吊罗山。
本种发表时被归入 Ischnobaena 属，1981年被归入本属。
海南杆䗛猎蝽于2023年被收录入《有重要生态、科学、社会价值的陆生野生动物名录》。

## 形态特征
正模标本为雌性成虫，体长33毫米，配模雄虫体长29.2毫米。